# Independent Albums
Independent Albums або Top Independent Albums — тижневий американський хіт-парад музичних альбомів, виданих на інді-лейблах, що публікується в часописі «Білборд» починаючи з 2000 року.
Чарт Top Independent Albums дебютував в номері «Білборд» 5 лютого 2000 року. Він базувався на показниках продажів альбомів, які не розповсюджувались представниками великих лейблів. Деякі релізи, що виходили на «гібридних» лейблах, наприклад Loud Records, мали право знаходитись в чарті; проте якщо до розповсюдження альбомів долучались великі лейбли на кшталт Columbia Records, такі релізи не вважались «незалежними» і вилучались з хіт-параду. За підрахунками компанії Soundscan, що збирала дані продажів, частка альбомів, які виходили на інді-лейблах, у 2000 році перевищувала 16 %. Одним з найбільших лобістів нового чарту стала американська асоціація незалежної музики AFIM.
До чарту Top Independent Albums потрапляли альбоми будь-якого жанру. Їхня позиція визначалась відповідно до даних продажів за останній тиждень, зібраних Soundscan. Альбоми, які виходили понад два роки тому, вилучались зі списку, подібно до більшості тогочасних чартів Billboard («каталожні» альбоми було винесено в окремий хіт-парад Catalog Albums). В першому випуску чарту Top Independent Albums, що вийшов 5 лютого 2000 року, знаходилось 50 альбомів, а перше місце посів WWF The Music, Volume 4 Джима Джонстона.
З часом назва чарту скоротилась до Independent Albums.